# Cessna Model A
O Cessna Model A foi um avião de turismo americano de quatro lugares de asa alta da década de 1920 construído pela Cessna Aircraft Company, o primeiro de uma longa linha de monoplanos monomotores de asa alta.

## Projeto e desenvolvimento
O primeiro projeto Cessna construído em série foi o Cessna Model A, um avião de quatro lugares com uma construção mista de madeira e tubo de aço com revestimento de tecido. A aeronave foi construída em algumas variantes equipadas com motores diferentes.
O protótipo (Model AC) voou pela primeira vez em 1927 e a primeira aeronave de produção apareceu no ano seguinte.

## Variantes

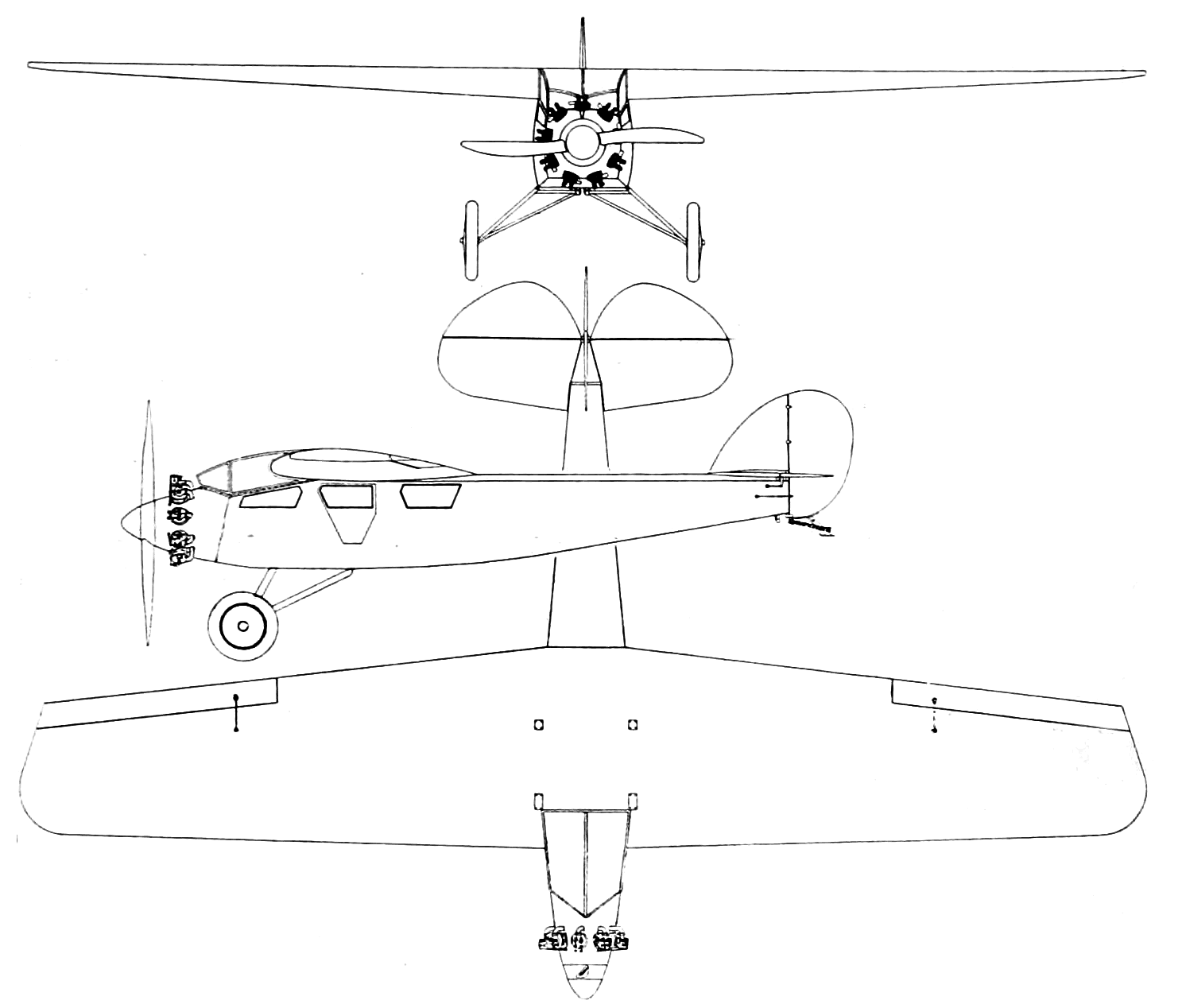
Ilustração em 3 vistas do Cessna AF
da Aero Digest em março de 1928.

Model AA
Equipado com um motor Anzani 10 de 120 cv (89 kW), 14 construídos.
Model AC
Equipado com um motor Comet 7-RA de 130 hp (97 kW), um construído.
Model AF
Equipado com um motor Floco/Axelson de 150 hp (112 kW), três construídos.
Model AS
Equipado com um motor Siemens-Halske de 125 hp (93 kW), quatro construídos.
Model AW
Equipado com um motor Warner Scarab de 125 hp (93 kW), 48 construídos. Um foi comprado por Eddie August Schneider no qual ele estabeleceu três recordes de velocidade no ar transcontinental para pilotos com menos de 21 anos em 1930.
Model BW
Uma versão de três lugares com um motor Wright J-5 de 220 hp (164 kW), 13 construídos.

## Especificações (Cessna AA)
Dados de: Les Ailes, Maio de 1928
Descrições gerais
- Tripulação: 2 piloto
- Capacidade: 2 passageiros
- Comprimento: 7,23 m (24 ft)
- Envergadura: 12,36 m (41 ft)
- Altura: 2,24 m (7,3 ft)
- Área alar: 20,6 m² (222 ft²)
- Peso vazio: 566 kg (1 250 lb)
- Peso bruto (carregado): 1 031 kg (2 270 lb)
- Capacidade de combustível: 160 l (42,3 US-gal)

Motorização
- Número de motores: 1x
- Tipo do motor: Anzani 10
- Potência por motor: 120 hp (89,5 kW)
- Descrição do propulsor/hélice: Hélice de 2 pás

Performance
- Velocidade máxima: 185 km/h (115 mph)
- Velocidade de cruzeiro (km/h): 161 km/h (100 mph)
- Tecto de serviço: 2 135 m (7 000 ft)